# 一条みお
一条 みお（いちじょう みお、1996年11月30日 - ）は、日本のAV女優。JETSTREAM所属。

## 略歴
北海道出身。札幌を拠点とする「札幌零ドル図鑑」のメンバーとなり、2017年10月より活動開始。所属事務所は、JETSTREAM。
2018年4月、アイデアポケットの専属女優としてAVデビュー。同年7月をもって専属を離れ企画単体女優となる。AVデビューのきっかけは、彼氏と別れて引っ越ししようと考えていたときに、それまでに誘われていたこともあり、新しい世界を体験しようと考えたから。スカウトされるまでの前職はジムのインストラクターとセイコーマートでのアルバイト。
AVデビュー後も「札幌零ドル図鑑」としての活動を継続し、北海道在住でTwitterなどで北海道愛を語っている。
2022年10月の同人頒布会「ゆるケット」ではピンキーwebモデルとして参加。同年12月1日、DMM GAMES「クリムゾン妖魔大戦 新キャラクター声優公開オーディション」にエントリー。2023年7月3日週FANZA動画フロアランキングにて、2022年12月に発売された出演アンソロジー作品『【福袋】S-Cute 可愛い子だけ15作品をノーカット収録38時間!』が1位を記録。8月7日週FANZA動画フロアランキングにて、同作品が3位再浮上。
2023年6月27日、道内最大級のギガファーム「ドリームヒル」（上士幌）にイベント売上の一部（14万4000円）を寄付したことが話題となった。2024年1月にはチーズ料理などをふるまう酪農コラボイベントを開催。

## 人物
- 趣味・特技はヨガ、体操[2]。デビュー以降も札幌在住を続けており、仕事のたびに上京している[8]。仕事は月の半分に集中的に入れており、少ない往復で済むようにスケジュール調整している。まとめて仕事して北海道に帰ってリフレッシュというメリハリのついたサイクルを取ることが、精神的にも安定すると述べている[21]。引っ越さない理由は「東京が苦手だから」[21]。

- オナニーは父親のビデオがきっかけで9歳からはじめて、小学生の頃からSEXに興味をもっていたが、17歳の頃に1つ年下の彼氏と公衆トイレの中で初体験となった[1][7]。

- お酒を飲むと記憶を失くす&エロくなり、気づいたら居酒屋のマスターとヤってたり、隣のお兄さんのズボンおろしてフェラしていたらしい[22]。

- 酪農を表立って応援するようになったのは、「羊を育てたい、羊と暮らしたい」と軽い気持ちで言い出したことがきっかけ[21]。しかし実家が農家で農業を手伝った経験もあった[21]ことや、実家を含め跡継ぎがなく廃業する農業、酪農業界の声を聴き、今できることをするという意味合いから「牛乳でスマイルプロジェクト」などを支援している[21]。

## 作品
無印:単体作品、○:複数人数による共演作品、○出演者:2から3人の共演作品、●出演者:2から3人の共演を含めたオムニバス作品、□:オムニバス作品、□出演者:出演者が3人までのオムニバス作品

### アダルトDVD
- FIRST IMPRESSION 124 きっと今日からカノジョに恋をする 一条みお（4月13日、アイデアポケット）
- 制服美少女と思う存分ハメまくるたっぷり顔射の濃厚５本番!+便所顔射フェラチオ! 一条みお（5月1日、アイデアポケット）
- Wポルチオ同時責めガン突きピストン仰け反りファック! 一条みお（6月1日、アイデアポケット）
- セックス筋肉バッキバキ スレンダー美少女と発汗セックス! 一条みお（7月1日、アイデアポケット）
- ディープス20周年記念スペシャル作品! 顔出し!働く美女限定 ザ・マジックミラー 街頭調査!職場の同僚と日本一エロ〜い車の中で2人っきり♥ 8 in池袋 理性と性欲どちらが勝つのか!? 同じオフィスで働く男女に突然のSEX交渉!! 人生初の真正中出し! 2枚組8本番!（8月7日、ディープス）□
- 援○交際 女子校生 みお なまなかだし（8月10日、S級素人）
- 両親がパートナー交換で再婚!? 突然できた同い年の妹とひとつ屋根の下で暮らすことに! 非常識な親達に振り回されながらも、徐々にお互いを意識し始めてしまい…嫌いだなんてうそでも言えない二人が一線を越えて禁断の生中出しSEX!!（8月10日、SCOOP）□
- 一条みお ごっくんフェラ ディープスロート&イラマチオ（9月14日、million）
- 禁断の素人女子●生ナンパ! 童貞君のファーストキスの相手になってもらえませんか? レモン味のチューでフル勃起した童貞ち●ぽを初体験を済ませたばかりの思春期ま●こでヌチュヌチュ素股！愛液まみれのつぼみにヌルンと入っちゃって生中筆おろし!（9月28日、赤面女子）□
- 学校帰りの真面目そうな女子○生がはじめての失禁おもらし体験!? 赤面しつつも垂れ流すおもらしの快感にJ○感度も急上昇! おしっこ&ハメ潮ダダ洩れ赤面セックス!! おもらし潮合計49発!!（10月12日、DOC）□
- 友人の彼女のパンツのいやらしいヒップラインに興奮!両手両足を拘束し固定極太バイブでエロ尻イキ潮連続噴射! 3（10月19日、DOC）□
- 『私ってMなのかな?』 性に悩む制服J●が生まれて初めての緊縛固定バイブに挑戦! 恥ずかしい姿で緊縛され身動き取れないJ●マ●コに極太バイブをずっぽし挿入!! うねりあげるバイブの刺激でドМマ●コの痙攣イキが止まらずそのまま生デカチン連続中出しSEX! 合計13発（11月9日、DOC）□
- 軟派即ハメ中出し シロウト人妻スペシャル 2（11月9日、S級素人）□
- 「ねぇねぇ…エッチしようよ」絶対に「うん」とは言えない関係の男をあえて挑発…誘惑おねだり痴女娘 一条みお（12月7日、クリスタル映像）
- 新人限定ベロチュウ舐めまくり制服リフレ Vol.003 一条みお（12月14日、宇宙企画）
- 【妊娠確定】 超絶可愛いミニマムスレンダー娘とキメパコしたら中出しOKのドスケベ天使になりましたwww（12月19日、チキチキカマー/妄想族）
- 街角シロウトナンパ! vol.36 ガールズバー編（12月28日、プレスレージ）□

- マジックミラーごしの欲望。テレビ番組や映画で話題になった本物の見学クラブで(店員にばれないように)ひよこ女子と無許可本番ヤりまくり!（1月10日、ひよこ）□
- いつでも中出しさせてくれる僕だけの女子●生アイドル 一条みお（1月25日、宇宙企画）
- レンタル彼女。×PRESTIGE PREMIUM 01 恋人代行サービスならではの、いちゃラブデート&本来禁止のガチSEXに、興奮度2乗!!（2月1日、プレスレージ）□
- 犯されたがる制服美少女 VOL.001 一条みお（2月1日、ONEZ）
- 心優しいSOD女子社員はユーザー様に頼まれたら誠心誠意を尽くして対応をしているのか こっそり検証!（2月7日、SODクリエイト）
- 中出し10連発 一条みお（2月8日、million）
- 故郷の純朴美少女 〜親には内緒の妹近親相姦中出し性交〜 一条みお（2月22日、I.B.WORKS）
- 激カワ女子大生限定 シェアハウスの管理人になったボク 管理人の僕は問題児だらけの女子大生に事あるごとに呼び出されて家事の手伝いから性欲の処理までやらされることに… トホホ（2月22日、BAZOOKA）○
- 生保レディの枕営業術 Vol.001（2月22日、BAZOOKA）□
- イマドキ☆ぐうかわギャル女子●生 Vol.006（2月22日、BAZOOKA）□
- 絶対に手を出してはいけないひよこ女子に媚薬まみれの極悪チ○コで鬼イラマチオ。そして…（3月7日、ひよこ）□
- 立派なナースを夢見るウブな看護学生たちのエッチな孕ませ実習記録（3月8日、BAZOOKA）○
- 新少子化対策法可決!初対面でいきなり恋に落ち即子作り!町の古本屋さんで働く眼鏡地味子な恥ずかしがり屋のみおちゃんと恥じらい初SEX 一条みお Vol.005（3月8日、宇宙企画）
- 街角シロウトナンパ! vol.43 女子大生をガチ口説き。 3（3月8日、プレスレージ）□
- 街角シロウトナンパ! vol.44 あなたよりエロい友達(ヤリマン)を紹介して下さい! 1（3月8日、プレステージ）
- 都内某店舗で軽い気持ちで万引きした女子校生を取調べ! 認めない生意気娘に媚薬投入!飲んだ途端にアヘ顔晒してビックビクイキまくりのバックヤードSEX!（3月8日、SCOOP）□
- SEXの逸材。ドスケベ素人の衝撃的試し撮り 性癖をこじらせてプレステージに自らやって来た本物素人さん達の顛末。 VOL.37（3月15日、プレステージ）□
- 痴漢泣き寝入り娘 拒絶しながらもイってしまった眼鏡女子○生（4月25日、ナチュラルハイ）□
- 最強属性 31 一条みお（4月26日、最強属性）
- 高嶺の花 しどろもどろ 一条みお（4月26日、ワープエンタテインメント）
- 義妹は親父と僕だけの性奴隷 一条みお（5月15日、ピーターズMAX）
- SOD女子社員 いきなり野球拳 業務中に突然始まる赤面羞恥対決&公開羞恥SEX10本番（5月23日、SODクリエイト）○
- 両親の居ない日、僕は妹と精子が枯れるまで1日中ヤリまくった。 一条みお（5月24日、TMA）
- 時間停止させられた姉妹はコンマ0秒で濃縮絶頂しながら中出しされていた。（5月25日、ダスッ!）○
- 専門学生限定!「童貞くんの射精のお手伝いをしてもらえませんか?」 勃起薬を飲んだ童貞くんのチ●ポは無限勃起で絶倫状態! 心優しい女の子が何度も発射させる童貞喪失筆おろし連続射精SEX16発しちゃいました。（5月25日、ナンパJAPAN）□
- 気持ちいいこと教えて（6月13日、S-Cute）□
- 男性患者を自分の性欲解消のために診断する淫乱痴女看護師が急増中。自ら胸やお尻を見せつけるようにし、勃起を促し、最後は中出しまでさせてくれる看護師達の日常（6月14日、SCOOP）□
- 介護士は枯れ専女子 恋愛対象年齢は45歳〜60歳 みお 24歳（6月20日、アキノリ）
- 先生のことがずっと前から好きでした。 一条みお（6月22日、JUMP）
- 結局、本能に逆らえない（7月1日、S-Cute）□
- 浴室の扉を開けたらカラダの発育が気になる再婚相手の連れ子に遭遇して!?（7月10日、ブリット）※総集編（一条みおのみ撮りおろし）
- ヤリマンOL 〜上司と不倫するOLは同僚も喰いまくる〜（7月12日、REAL）□
- 男喰い-言いがかりをつけて男を喰いものにする女たち-（7月12日、REAL）□
- 可愛い洋服だから脱ぎません♥ 着衣のままパンティずらしてチ○ポを挿入! フェミニンお姉さん編（7月25日、アロマ企画）□
- 「偶然のキスで豹変!涎まみれで唇をしゃぶりまくるベロちゅう大好き女子○生」 VOL.1（7月25日、DANDY）
- イッてないよ!と口では言うものの、バイノーラル録音で聴く貴方には感じているのがバレバレ!! イキ我慢息遣い&絶頂声満載のバイノーラルイキ我慢SEX!（7月26日、宇宙企画）
- 完全主観 貴方だけを見つめて尿道責め（8月7日、犬/妄想族）○
- 超話題のソロキャン女子に密着取材! 大自然と人肌に心もアソコもほぐされて、そのまま青姦セックス!!（8月8日、SODクリエイト）□
- 今からこの一家全員レイプします 新●区●落合（8月9日、REAL）○
- 【急募】 「エロい友達紹介してください!」 ノーブラ待ち合わせ即SEX Vol.001（8月9日、S級素人）□
- デリ呼んだら超気まずい知人が来た! 普段ならありえないけど「お金もらって何もしないのは…」と彼女の気づかいに危険な生挿入!? 4（8月10日、ブリット）□
- シロウト女子 個人撮影ハメ撮り日記(双方合意の上でハメてます) 流浪のやりまんいえなき子 みおちゃんCかっぷ（8月24日、シャーク）
- 一条みおの完全主観オナニーサポート お尻の穴までヒクヒクしちゃう!!（8月25日、アロマ企画）○
- ぶっかけ覚醒いいなりドM調教（8月27日、MERCURY）
- 学校の部活にSM部があったから入ってみた 一条みお（9月1日、中嶋興業）
- 日本で1番幸せなホームレス女子●生 発掘!!最強家出少女! 一条みお（9月7日、桃太郎映像出版）
- 学校で美人女子校生から命令されて常に上から目線でオナニー指示を受ける快感 JOI淫語痴女学園女子校等部 2 淫語囁き・焦らし・寸止め 完全主観あなただけを見つめて語りかける極上オナニーサポート（9月13日、BAZOOKA）□
- 「ヤリマンちゃんにラブホの鍵貸してみた」 街で見つけたシロウト女子大生［経験人数3ケタ超え・身長148cm・オジサン好き］は6時間以内に何人の素人男性とヤれるのか!? 自らの性欲を満たすためにSNS・出会い系・路上逆ナンで男を連れ込み初対面チ○ポを次から次へとハメ尽くし!!!!（9月19日、ディープス）
- 『痴漢 ありがとう水』で検索すると出てくる混浴温泉に何も知らないスク水美少女が入ってしまい待ち伏せ中の痴漢ワニたちに中出しされ…（9月20日、ゲッツ!!）□
- 素人男女モニタリング実験でゲッツ!! 部活帰りの先輩J●×後輩DT男女学生が2人きりで密室王様ゲームに挑戦! 電マ・くすぐり・チ●コ輪投げなどのH命令に恥ずかしがりながらも興奮が隠し切れない!果たして男女の友情は守られるのか!?（9月20日、ゲッツ!!）□
- SEXの逸材。ドスケベ素人の衝撃的試し撮り 性癖をこじらせてプレステージに自らやって来た本物素人さん達の顛末。 VOL.49（9月20日、プレステージ）□
- 大早漏で超連続フェラチオ2～早漏男子の射精事情～（9月25日、SEX Agent/妄想族）□
- 1発だけじゃ終わらせない継続イラマチオ連射（9月25日、SEX Agent/妄想族）□
- 乳首責めの達人による巧みな連続射精テクニック（9月25日、SEX Agent/妄想族）□
- マジックミラー号サマースペシャル! 夏だ!海だ!ビーチの開放感! 素人ビキニ娘にソープ嬢の激エロテクニックを見せたら超アゲアゲのエチエチになっちゃうなんて!（9月26日、サディスティックヴィレッジ）○
- まさかこんなけなげなひよこ女子が… 媚薬を盛られ理性完全崩壊!! ところかまわず野外異物オナニー!イキ漏らし野外アクメ!!（9月26日、ひよこ）□
- ガチナンでGO!シロウトさんがシコシコのお手伝い! 照れくさそうにポコチンいじって射精させてくれるオナサポ動画!（10月10日、ホットエンターテイメント）□
- むちむちデカ尻 神ブルマ 一条みお ロリ美少女やぽっちゃり娘にピチピチブルマ&体操着を着せ、ハミパン、ムレムレワレメを毛穴まで見えるほどの超ドアップ接写! さらに尻コキ、着衣お漏らし放尿やブルマぶっかけ、生中出し等ブルマ好きに送る完全着衣フェチAV（10月10日、親父の個撮）
- 動作速度が10分の1になるなまけものタイマーを手に入れたのでオレを毛嫌いする美少女J◎に試してみると…（10月11日、ゲッツ!!）□
- 可愛くて優等生の部活美少女に利尿剤を飲ませ恥ずかし着衣お漏らし!!からのダメ押し羞恥クンニ中出しSEX!!（10月11日、ゲッツ!!）□
- 汗が滴る美少女の濃密SEX（10月13日、S-Cute）□
- 一般男女モニタリングAV 大学生限定 姉弟の絆を試すドキドキお泊りミッションここに開催! 女子大生の姉はバイ○グラ100mgを飲んだ弟と一晩同じ部屋で過ごしたら近親相姦してしまうのか!? 2 軽はずみに飲んでしまったバイ○グラで弟のチ○ポはバッキバキに勃ちっぱなし! 理性がブッ飛んだ弟に迫られた姉はオマ○コを濡らし我慢できずに生ハメセックス! 禁断の姉弟中出しは1発限りでは収まらない!（10月19日、ディープス）□
- 放課後円光 生ハメ中出し女子●生 ROOM-006（10月25日、ホームルーム/妄想族）□
- 素人男子覚悟しなさい!一条みおのえちえち逆ナンパ!!（11月7日、MILK）※監督作品
- 初対面の義理の息子に何度も発射させるピストンママさん 一条みお・桃井杏南（11月8日、REAL）□
- 黒人のデカマラで初体験の連続激イキFUCK!! 一条みお（11月8日、REAL）
- 打ち水媚薬でびしょ濡れ発情した学校帰りの部活美少女が野外で何度もイキ漏らし中出し懇願…（11月8日、ゲッツ!!）□
- 会社倉庫に一人で来た美脚OLの黒ストッキング越しにぬるぬるローションバイブ痴漢で何度もイカせ中出し姦!!（11月8日、ゲッツ!!）□
- 素人ナンパでセンズリ鑑賞5 見るだけでいいんです!だからちょっと僕のチ●ポ見てもらえませんか?（11月19日、かぐや姫Pt/妄想族）□
- 文科系の彼女が脳筋体育教師に寝取られて、誰にでも中出しさせてくれるビッチになってしまった。僕はまだキスもしてないのに…（11月19日、かぐや姫Pt/妄想族）
- 可愛い彼女と個人撮影。エッチな体を余すことなくさらけだすプライベートSEX（12月1日、S-Cute）□
- おま●この形状まるわかり!薄いパンツの上からマン汁ぬるぬる透けオナニー（12月7日、かぐや姫Pt/妄想族））□
- 激イキ睾丸オイルマッサージ9人 凄腕エステティシャンたちがキンタマから精子を絞り出す!（12月7日、かぐや姫Pt/妄想族））□
- 玩具責めトロケマ●コ女子●生30人4時間（12月13日、宇宙企画）□
- アナル舐めてもいいですか?4 お尻で悶絶する素人娘9人（12月19日、かぐや姫Pt/妄想族））□

- お嬢様学校 お仕置き倶楽部レズビアン （1月7日、ビビアン）○
- 羞恥 新任女教師が学習教材にされる男子校の性教育 生徒の目の前で無遠慮な指が膣に挿入される!プライドは崩壊するが子宮の奥から愛液があふれ出る2（1月9日、サディスティックヴィレッジ）□
- 羞恥!彼氏連れ素人娘をマシンバイブでこっそり攻めまくれ!18 素人VSマシンバイブ 激安居酒屋にマジックミラー特設スタジオを設置 お正月だよ、デカチンコキ初め潮始め!編（1月9日、サディスティックヴィレッジ）●一条みおは単独プレイ、他2組
- しゃがんだお尻の穴の収縮とシワの本数までバッチリ分かるアナルひくひくオナニー（1月13日、アロマ企画）□
- 彼女と間違えて妹の方と即ハメ生ピストン!気づいたのは膣中出しの最中だった!!4（1月17日、Z-MEN）□
- 隣人のドマゾ人妻を追撃イラマチオ 一条みお（1月19日、ドグマ）
- マジックミラー号ハードボイルド ナンパした素人女性の尻穴にベンピの治療と言って指ズボ!アナルVスポットを刺激して潮!潮!だらしなく開いたマ○コにデカチンぶっ込んでイク!（1月23日、サディスティックヴィレッジ）□
- 渋谷のオサレなお店で張り込み!勝手に相席!居酒屋ナンパ!今どき女子大生をノリで押しきりラブホへ直行!そのまま生パコ中出しキメました!!（1月25日、ナンパJAPAN）●
- 黒人と遊びたいビッチちゃん 黒デカマラに憧れるハメ盛り美少女がそのデカさとパワーにガチハマりアクメしちゃう! 一条みお（1月25日、シャーク）
- #すこすこ #mjk(まじか)（1月31日、バリカワ）○
- 唾液ダラダラ接吻痴漢3 オヤジを虜にするほど密着して舐めまくる痴女子○生 総集編付2枚組（2月6日、ナチュラルハイ）□
- 人妻チン潮フルコース お漏らししながらメスイキしなさい! 一条みお（2月13日、センタービレッジ）
- レズ従業員投稿映像 イジメられている新入社員 Vol.001（2月14日、BAZOOKA）□
- 現役美人ジムトレーナーを発情モニタリング!セクシー筋トレチャレンジで高額賞金GETできるのか!?プリプリお尻揺れまくり♪搾り取り騎乗位 VOL.001（2月14日、S級素人）□
- 女子○生を狙った黒人尾行押し込みレイプ（2月28日、青空ソフト）□
- 118分間ノンストップ撮影、ノーカット編集で中出し25連発に長時間お掃除フェラとぶっかけ14連発!! 一条みお（3月1日、FS.KnightsVisual）
- 超淫乱ドMっ子中出し 一条みお（3月10日、ケー・ドライブ）
- 148cmのミニマム美少女!!! クオーターの整ったお顔にたっぷり精子!!! 一条みお（3月13日、AV）
- 一般黒人男性×素人女子大生 人生初の黒人ザーメン中出しスペシャル!ち○ぽが大きすぎて困っている日本在住の黒人男性が素人女子大生にお悩み相談!彼氏の短小ち○ぽよりもはるかに大きい黒デカち○ぽの登場にハニかみながらも色白うぶマ○コは疼きだす! 10 子宮の奥まで届く未体験のガン突きセックスに激イキ65回!!…（3月19日、ディープス）□
- 生徒を犯す女保健教師!後輩を襲う先輩OL!etcしごいて!吸って!腰ふって!チ○コ狂いの女たち 真木今日子・一条みお・ましろ杏・瀬戸すみれ・月宮ねね・宮川ありさ（3月27日、REAL）□
- 常に腋見せフェチイメクラ Vol.004（4月3日、プレステージ）
- レンズに付いた精子をベロベロ舐めるメガネ顔面発射2（4月9日、レイディックス）□
- おじさん、私のオシッコ飲みたいの?（4月9日、レイディックス）
- シェアハウスの友達と、"さよなら"するまでの"2日間"だけ"そーゆー"関係になったら（5月1日、S-Cute）
- 義父の性教育 みお18歳（5月12日、ケー・ドライブ）
- 媚薬オイルえび反り絶頂エステ 冬愛ことね（5月13日、ダスッ!）○冬愛ことねの友人役、朝川静香
- もしも女の子にしっぽが生えてて、しかもそこが性感帯だったら… ～しっぽのある世界～ （5月15日、ピーターズMAX）○
- 女子に囲まれて男はボクひとり!?の王様ゲーム!! 気が付けば妹のクラスメイトに全裸にされてしまったボクは…（5月21日、アイエナジー）○
- BBQ女子レイプ 海で遊んでいるパリピを誘ってBBQ!嫌がる女に中出し制裁!（5月21日、サディスティックヴィレッジ）●
- ドリルバイブ拷問（5月22日、プレステージ）
- 僕が好きな同級生と僕を好きな同級生 エッチな好奇心全開の同級生から自宅に誘われ家族が留守のあいだノリノリでハメられ続けて性奴●になった僕（5月25日、h.m.p）○
- リピーター続出!お触りNGなのにお願いされたら断れない新人エステ嬢は立ちバックで生挿入!足がガクブル痙攣イキ!2 出張エステをお願いする…（6月7日、Hunter）□
- 一分一秒がもったいない!!とにかくイチャイチャエッチがしたい!!絶対に手を出してはいけない兄嫁と禁断の濃厚セックス!!2 共働きの…（6月7日、Hunter）□
- 池袋で見つけた優しい女子校生に18cmメガチ○ポを素股してもらったらこんなヤラしい事になりました。（6月11日、アイエナジー）□
- 「見舞いにきた女子○生のパンチラで勃起したら咥えない焦らしフェラでねっとり抜かれて超敏感になった亀頭を無理やりジュポジュポお掃除フェラされた」VOL.1（6月25日、DANDY）□
- ～抵抗を諦めた少女たち～ 夜の学校でオモチャのようにひたすらイラマチオ＆中出しを繰り返され、痙攣しっぱなしの無抵抗女子●生（7月7日、Hunter）●
- じんかくそうさ洗脳催眠 学級委員はクラスの代表ではなく奴隷です!催眠の魔神と洗脳の魔神で姉妹仲良くだど～ん（7月7日、山と空/妄想族）○
- ATMでガチナンパ!!キャッシングローンで借金する懲りない金欠妻6名ゲッツ!!即ハメ中出しヤレんのか!?（7月10日、ゲツッ!!/BANG!!）□
- 5本指パンストローション足コキ（7月19日、ゑびすさん/妄想族）□
- 友達と飲み会後、終電を逃して家に泊めた親友の彼女。言葉巧みに口説いて、朝まで何度も何度もハメまくり!心配して彼女を探しにきた親友に隠れて…（7月19日、Hunter）□
- 義妹の無防備過ぎる尻に欲情してしまい 孕ませバック連続中出し（7月23日、アイエナジー）□
- お父さんと温泉にきた少女と2人きり! 無警戒なチビッ子に勃起チ○ポを見せつけたらシャブられまくった（8月13日、DANDY）□
- 美少女戦士セーラーメリウス-闇に染まりし水の星-（8月14日、GIGA）○
- 美少女戦士セーラーウェヌス-黄金の星は二度堕つ-（8月14日、GIGA）○
- 『身体がアツいの～私エッチしたくなっちゃったみたい…』ボクの布団に潜り込んできた上司の奥さんと、ダメだと思いつつも布団の中で濃厚密着SEX!（8月19日、Hunter）□
- えっちな女子○生の淫語かたりかけぐちゅぐちゅ連続絶頂スク水オナニー5（8月27日、アイエナジー）□
- SM部に入った2人 一条みお 中森彩（9月1日、中嶋興業）□
- ヒロイン服従 いいなりヒロイン 美少女戦士セーラーメリウス（9月11日、GIGA）
- 真面目そうなウチの経理ドM女性社員が横領?（9月24日、SOSORU×GARCON）□
- 誰にでもオマ●コさせちゃう無差別ヤリマンみおちゃん性欲が止まらないモリマン肉便器にゴム無し生ハメ中出し輪● （9月25日、毒宴会）
- アソコに直穿きスポウェア女子 マン汁じゅわっと火照ったカラダでエクササイズ!!（9月26日、オイスター海運）□
- 素人男女モニタリング実験でゲッツ!!女上司♀が男部下♂をチ●ポが透ける施術着でマッサージしたらどうなる!?股間周りを刺激されてギン勃ちした部下デカチンに女上司は釘付け!会社の人が誰も知らないメス顔で完全発情して理性を捨て去り子宮ガン突き生中出しSEX懇願!（11月13日、ゲツッ!!/BANG!!）□
- 「お前、どんだけエロいんだよ…!?」酔うとヨダレが止まらないほど発情!ボクしか知らない色気0なバイト女子のエロ過ぎる本当の姿!（11月19日、Hunter）□
- 【G1】美少女戦士セーラーティファナ/セーラーメリウス 邪淫に染まるセーラースーツ（11月27日、GIGA）○
- 勃起乳首アクメ引っ張りオナニー（12月1日、ゑびすさん）□
- ★★★★★ 五ツ星ch スポーツ女子ナンパSP ch.51（12月4日、FIVE STARS）□
- 非日常的 着衣浴尿の世界（12月10日、レイディックス）□
- HIP MANIA 尻コキ 顔騎 ヒップダンス（12月19日、ゑびすさん）□

- チビ喰い 一条みお（1月1日、中嶋興業）
- 一般男女モニタリングAV 女子○生限定高額アルバイト企画!学校帰りに声をかけた有名進学校に通う素人女子○生をインタビュー中にノンストップザーメンぶっかけ!合計61発 溜まりにたまった濃厚精子を大量に浴びせられて制服・髪・顔まで精子でべっとり!うぶなJ○オマ○コに大人のデカち○ぽをねじ込む…4（1月19日、ディープス）□
- 喉マ●コ中出し美少女調教イラマチオ 一条みお（2月12日、REAL）
- 緊急戦隊エマージェンシーピンク 悪の美少年幹部陥落（2月12日、GIGA）○
- 石化家族～隣の家の迷惑母娘まとめて石化せよ～（2月25日、ROCKET）○
- 完全主観 バーチャル淫語ベロチュー（4月1日、ゑびすさん/妄想族）□
- 濡れてテカってピッタリ密着 神スク水 一条みお 可愛い女子のスクール水着姿をじっとりと堪能!着替え盗撮から始まり貧乳から巨乳にパイパン、ハミ毛、ジョリワキ等のフェチ接写やローションソーププレイやスク水ぶっかけ等を完全着衣で楽しむAV（4月22日、親父の個撮）
- 危険日直撃!!子作りできる派遣メイド 一条みお（12月9日、Mr.Michiru）

- M男調教女子会で射精の為にあらゆる事をされる淫語ハーレム中出し杭打ち地獄 悠月リアナ 一条みお 日高夏海（5月26日、SODクリエイト）
- KMP20周年記念!! 美女5人と1泊2日ず～っとハメまくりのイキまくりハーレム風俗パラダイスHOTEL さつき芽衣 渚みつき 一条みお 高瀬りな 久留木玲（7月12日、Million）[23]

- 接吻旅行 旅行中キスをして見つめあったら…もっと好きになって離れられなくなりました。身体と唇を重ね合った24時間限定のハニカミ恋人デート 栄川乃亜 一条みお（11月21日、凸凹はぁと）
- 働くオンナの見せつけ挑発ダンス（12月10日、うさぎ/妄想族）

- スタイル抜群なのにアラサーでニートの姉 おもわず襲い掛かったらオホ声で絶叫してアエぎまくる超絶淫乱女だった!!（2月4日、かぐや姫Pt/妄想族）
- おま●この形状まるわかり! 薄いパンツの上からマン汁ぬるぬる透けオナニー 14（2月11日、かぐや姫Pt/妄想族）□

### アダルトVR
- 4発射×4中出し 連続射精!顔だけで選んだ人妻ヘルス嬢が大当たり!!横浜に実在する絶対本番禁止のヘルス嬢に生中出し!!（8月16日、KMPVR-bibi-）
- 超リアル 電車痴漢VR（8月24日、SODVR）
- 超可愛いみおの学園物語 〜誰にも言えない禁断の密着濃厚生中出しSEX〜（9月15日、KMPVR-彩-）
- 綺麗なお姉さんにいっぱい手こかれてみませんか?横浜 密着手コキ専門オナクラ 一条みお&白咲りの 貴方だけをじっと見つめてシコシコしごいてあげる…生中出し本番オプション付き!?（9月25日、KMPVR-bibi-）□
- いつでもどこでもJOI（10月5日、SODVR）○
- ハロウィンの夜に浮かれてハメをはずしたテンアゲコスプレセクシーギャルたちとクラブのVIPルームでヤリたい放題ハーレム乱交パーティー（10月26日、SODVR）○
- 家族で男は僕ひとり! 「4人姉妹と連続セックス朝生活」 3（11月1日、SODVR）○
- 一条みおのSEX生中継!? 覗き部屋のカメラの前で生中出し!（11月9日、MAX-AVR）
- 一条みお かわいい後輩にパンツ見せてとお願いしてみたら…あれよあれよと言う間に立ちバック!?その後、美しいお顔を眺めながらの正常位で中出ししちゃった!!（11月22日、CRYSTAL VR）
- ラブラブ同棲彼女と子作りぬぷぬぷ性生活（11月22日、KMPVR）
- 跡美しゅり&一条みお 汗だく3Pスペシャル（12月1日、KMPVR）○
- 「上はおっパブ!下はピンサロ!」 おっぱいを楽しんでギンギンになったチ○ポを同時にフェラでヌイてくれる最高すぎるお店があった!?（12月14日、SODVR）○
- 時間指定VR! 大晦日23時45分のリアルタイムにVRをセットして一条みおと一緒にカウントダウン年越し! いちゃいちゃ雰囲気のまま新年明けての姫始め中出しSEX!（12月21日、SODVR）

- 一条みお 突如家に現れた猫なお姉さんは自ら泥棒と名乗るとんでもない痴女だった!?（1月25日、CRYSTAL VR）
- 一条みお 【2発射】ラブLOVEな新婚性活!朝から夜までエロエロStory 3 モーニングフェラ＆ごっくんで目覚め!四六時中イチャイチャしてイカセてぇの夜はベッドでガン突き中出しSEX「もっと奥、奥擦って…そうそうそうそう…!またすぐイッちゃぅん!」（1月26日、ブイワンVR）
- ミニスカパンチラポリス24時 VR 突然のガサ、留置所でアメ&ムチ取り調べ、そしてまさかのハーレム展開!!（2月15日、MOODYZ VR）○
- アノ手コキ穴。 伝説のマジックホールVR（3月8日、変態紳士倶楽部）○
- 絶頂射精 こねくりスペシャル"一条みお"が腰が砕けるほどに絶頂射精に誘う!!めちゃくちゃ気持ちいい絶頂射精3発射!!3中出し!!（4月4日、KMPVR）
- 唾飲み 制服イチャラブリフレ（4月5日、ワンチャン3DVR）
- わずか数分で立場逆転?! さっきまで涙目で許しを請うてた万引き妻がGメンが退室した途端、「シテあげてもいいよ」と上から目線で痴女責めしてくる逆レイプ交渉（4月12日、ワープエンタテインメント）
- 制服監禁 3（4月15日、フェチMAXVR）
- スケベな体育教師と禁断のイクイク早漏改善トレーニング（4月17日、KMPVR）
- 妹に寝取られた僕!? 「だってお兄ちゃんの事が好きなんだもんっ!」 彼女が隣で寝ているのに、妹が僕の布団の中に潜り込んできた! イケナイ逆夜這い兄妹連続中出しSEX!!（4月19日、DOC VR）□
- 3か月禁欲させられたみおちゃんの全身性感帯カーSEX! 無修正アナル丸見えオマ○コ責めイカセ、耳元囁きASMR淫語キスとジュボフェラ! おち○ぽ生ハメで対面、背面騎乗位とバック、正常位で高密着イキまくり昇天!! ※生ハメ中出し（4月25日、こあらVR）
- 可愛いエロナースに子供扱いされて口内発射!興奮したナースは中出しまでさせてくれた!!（5月8日、MAX-AVR）
- 僕だけしか知らない君のヒメゴト。 〜名前も知らない文学美少女と過ごした想い出図書館。…と美少女の秘密…〜（5月8日、KMPVR）
- パンチラ×太もも×ニーソ 絶対領域VR 3（5月16日、CRYSTAL VR）□
- 新放課後美少女回春リフレクソロジー Vol.006（5月17日、KMPVR）
- ファミレス店内露出SEX!彼氏の言いなりにおっぱい出して「超恥ずかしい!」ド変態な下着に着替えさせられて玩具イカセ、アナル全開丸見え露出!生ハメ対面、背面座位、テーブルに寝転んで正常位※生ハメ中出し（5月31日、こあらVR）
- ウェルカム新時代!KMPVR史上最大の長尺ストーリー!LIFE!!～とある天使に導かれ…人生丸ごとモテ期になったボクと、10人の美女たち～（6月5日、KMPVR-彩-）○
- 湿った黒パンスト 挑発オナニーJOI（6月12日、MAX-AVR）□
- DNAを疑うほどかわいい二人の妹に筆おろしされちゃったボク…!?（6月21日、DOC VR）○
- 制服見学店を完全再現 マジックミラー越しにアナタの目の前に超接近! 至近距離でパンチラ・胸チラ・疑似フェラ&セックス!（6月27日、kawaii* VR）○
- 青春時代にカムバック! ドキドキ卒業旅行VR 女子風呂で生着替え＆洗い合いっこ覗き見※僕だけ捕まってお仕置きハーレムフェラ!?  呼びだされて胸キュン告白! 二人きりでイチャイチャのはずが…お祭り騒ぎで大乱交しちゃった1泊2日（8月7日、kawaii* VR）○
- 新開発!超精細カメラ撮影 媚薬痙攣援交J● 〜媚薬を塗りたくった指とチ●ポによる口内イラマで敏感になったJ●が、理性崩壊チ●ポ狂いの淫獣化〜（8月16日、CASANOVA）
- 【超過激】噂のマジックミラー制服見学店の裏オプスペシャル 制服少女8人がモロ出し生ま●こを至近距離で押しつけプレス!（8月22日、kawaii* VR）○
- 新開発!超精細カメラ撮影 ロリコン医師によるワイセツ身体測定 〜発育途中の体をイタズラされて未体験の刺激に発情した女子生徒は生ハメSEXも拒めない〜（9月6日、CASANOVA）
- 一日体験入学!これが噂の尻見放題のフィットネスクラブ!（10月31日、4K VR）
- イチャつきピンサロで媚薬竿にぬったら汗だくで本番してもらえて大満足の大量発射（11月9日、4K VR）
- 発射無制限!!ソープランドに行ったら信じられないくらいカワイイ痴女に遭遇!密着具合半端なくてマジ興奮!!当然中出しSEXするしかないでしょ!?（11月10日、4K VR）
- モテ期到来!ボクの人生を変えた16人とのイチャラブSEX!!（11月23日、KMPVR）□

- 制服少女のへそ舐め体験VR（1月24日、無垢VR）□
- イチャつきピンサロで媚薬を竿にぬったら汗だくで本番してもらえて満足の大量発射セット 一条みお 桃井杏南 一ノ瀬るりあ（2月12日、4K VR）□
- 制服美少女が本気で感じる気持ちいいセックス 客観視点VR（2月21日、無垢VR）□
- フェラチオ デカ尻アングル VR（2月28日、無垢VR）□
- おっぱいイジりVR～7つの美乳を揉んだり責めたりイカせたり～（5月1日、CASANOVA）□
- 【一条みおのVRってやっぱ最高!】卒業したら先生と生徒じゃないですよね!ボクの家に遊びに来た元・教え子のみおが隙だらけの恰好でゴロニャン!一線を越えてお泊り中出しSEXしまくった!（5月29日、PREMIUM VR）
- 女子○生の自画撮り放課後オナニーVR（7月7日、RADICAL-KMPVR-）□
- 媚薬覚醒アへ顔援交VR（11月3日、RADICAL-KMPVR-）□
- 『お姉ちゃんとまだエッチしてないんだって?じゃ～私が先にしちゃおうかな～』彼女の家に遊びに行ったら超真面目な彼女とは性格もスタイルも正反対の超ヤリマンで小悪魔な妹がいた!しかも昔から親に出来の良い彼女(お姉ちゃん)と比較されてきたからお姉ちゃんの事が大嫌いみだいで…（11月15日、Hunter）○
- 星奈あい&一条みおVR天才痴女の対決!メンヘラSEX頂上決戦だ…! 本命彼女と同棲を始めたら美女ストーカーが侵入してきた!心もアソコもグチャグチャ!アナタ争奪の逆3P中出し!（11月20日、PREMIUM VR）○

- ライバル同士のガルバ店員が凄テクでM男を奪い合うナマ中出しSEX（11月10日、SODクリエイト）

### イメージDVD
- ポケットフェアリー / 相葉美久（2018年1月19日、デジプラン）
- Mio 限界フェミニン/一条みお（2018年6月7日、REbecca）
- Aphrodite/一条みお（2019年1月18日、ファインピクチャーズ）
- 恥じらいテンプテーション/小松奈いよ（2019年2月23日、CRANE）
- キミだけのシャングリラ/一条みお（2019年11月15日、Superlative）
- 舌ベロのカーニバル!/一条みお（2020年1月26日、スパークビジョン）
- くすぐり村からやってきました/一条みお（2020年2月15日、スパークビジョン）
- Fetish Time/一条みお（2020年8月15日、スパークビジョン）
- sensitive parts みお（2020年11月15日、スリーナイン）
- AV女優/一条みお（2021年4月26日、スパークビジョン）Blu-ray版

### 写真集
- Cute!（2019年11月27日、ジーウォーク、撮影：安田一福）ISBN 978-4862979599

## 出演

### ネット配信
- JET TV[24]「デカ盛り美人」#1 - （2020年6月2日 -、YouTube）

### 映画
- 誘惑ママさん　レッツラ性春!（2023年7月7日、オーピー映画）[25]
- ハーレム銀河 お乳の虜（2024年10月4日、オーピー映画）[26]

### ゲーム
- 美少女全鑑☆キャンパス編（2019年、FANZA GAMES）[27]

### 舞台
- GIGAスーパーヒロインライブvol.10（2023年8月5日、from scratch）- セーラーメリウス/ライガドルフィン 役[28]